# (4576) Yanotoyohiko
(4576) Yanotoyohiko – planetoida z grupy pasa głównego asteroid okrążająca Słońce w ciągu 5 lat i 66 dni w średniej odległości 2,99 j.a. Została odkryta 10 lutego 1988 roku w obserwatorium w Chiyoda przez Takuo Kojimę. Nazwa planetoidy pochodzi od Toyohiko Yano (ur. 1952), profesora Laboratorium Badawczego reaktorów jądrowych w Tokyo Institute of Technology. Przed nadaniem nazwy planetoida nosiła oznaczenie tymczasowe (4576) 1988 CC.